# Pieve di Vimercate
La pieve di Vimercate o pieve di Santo Stefano di Vimercate (in latino: Plebis Vicomercati o Plebis Sancti Stephani Vicomercati) era il nome di un'antica pieve dell'arcidiocesi di Milano e del Ducato di Milano con capopieve Vimercate. 
Il patrono era santo Stefano, al quale è ancora oggi dedicata la prepositurale di Vimercate.

## Storia
La prima attestazione documentaria dell'esistenza della pieve di Vimercate risale al 1026 in un lascito testamentario in cui un abitante del paese di Burago prevedeva la possibilità di assegnare parte dei propri beni alla propria morte agli oficiales ecclesie et plebis sancti Stephani. Nel 1398 il consiglio canonicale risulta composto di diciassette elementi più il prevosto, status che rimase invariato anche nel XV secolo, quando apprendiamo che la pieve vimercatese comprendeva 34 chiese parrocchiali e molti monasteri, oltre alla cura d'anime dell'ospedale di Vimercate e di quello di Moirano, di Molgora.
Col Rinascimento la pieve assunse anche una funzione amministrativa civile come ripartizione locale della Provincia del Ducato di Milano, al fine di ripartire i carichi fiscali e provvedere all'amministrazione della giustizia.
Dal punto di vista ecclesiastico, nel 1599 alle altre parrocchie si aggiunse quella di Velate, atto che decretò anche la completa sovranità del nuovo sistema di vicariati che aveva praticamente sostituito nelle funzioni le antiche pievi anche se esse conservavano formalmente il nome. Dal punto di vista civile, fu solo nell'anno 1797 che la pieve amministrativa venne soppressa in seguito all'invasione di Napoleone e alla conseguente introduzione di un effimero distretto.
La decadenza della pieve ecclesiastica ebbe inizio nel 1925 quando la parrocchia di Carugate venne elevata a sede di vicariato foraneo, mentre nel 1906 già la parrocchia di Lesmo era stata aggregata al nuovo vicariato di Casatenuovo. Villanova nel 1912, Velasca, Bernate ed altre città divennero parrocchie, giungendo sino al 1972 quando i decreti del cardinale Colombo rimossero definitivamente le pievi lombarde, sostituendole con i moderni decanati. Oggi il suo antico territorio ricade sotto il decanato di Vimercate e comprende 27 parrocchie.

## Territorio
Nella seconda metà del XVIII secolo, avvenuta l'aggregazione di Gerno a Lesmo, di Camuzzago a Bellusco, di Passirano a Carnate, di Rossino a Ornago, e di Cassina Velasca a Oreno, il territorio della pieve era così suddiviso:
| Pieve civile                                              | Pieve ecclesiastica                              |
| Comune di Vimercate                                       | Parrocchia prepositurale di Santo Stefano        |
| Comune di Agrate                                          | Parrocchia di Sant'Eusebio                       |
| Comune di Aicurzio                                        | Parrocchia di Sant'Andrea apostolo               |
| Comune di Arcore Comune di Bernate                        | Parrocchia di Sant'Eustorgio                     |
| Comune di Bellusco                                        | Parrocchia di San Martino vescovo                |
| Comune di Bernareggio Comune di Villanova                 | Parrocchia di Santa Maria Nascente               |
| Comune di Burago                                          | Parrocchia dei Santi Vito e Modesto              |
| Comune di Caponago                                        | Parrocchia di Santa Giuliana vergine e martire   |
| Comune di Carnate                                         | Parrocchia dei Santi Cornelio e Cipriano         |
| Comune di Carugate                                        | Parrocchia di Sant'Andrea apostolo               |
| Comune di Cassina Baraggia                                | --                                               |
| Comune di Cavenago                                        | Parrocchia di San Giulio                         |
| Comune di Concorezzo                                      | Parrocchia dei Santi Cosma e Damiano             |
| Comune di Lesmo Comune di Camparada --                    | Parrocchia di Santa Maria Assunta                |
| Comune di Mezzago                                         | Parrocchia dell'Assunta                          |
| Comune di Omate                                           | Parrocchia di San Zenone                         |
| Comune di Oreno                                           | Parrocchia di San Michele arcangelo              |
| Comune di Ornago                                          | Parrocchia di Sant'Agata                         |
| Comune di Ronco                                           | Parrocchia di Sant'Ambrogio                      |
| Comune di Ruginello                                       | Parrocchia dei Santi Giacomo e Cristoforo        |
| Comune di Sulbiate Inferiore Comune di Sulbiate Superiore | Parrocchia di Sant'Antonino                      |
| Comune di Usmate                                          | Parrocchia di Santa Margherita vergine e martire |
| Comune di Velate                                          | Parrocchia di Santa Maria Assunta                |